# Tour de Romandie 2024
Tour de Romandie 2024 – 77. edycja wyścigu kolarskiego Tour de Romandie, która odbyła się w dniach od 23 kwietnia do 28 kwietnia 2024 na liczącej ponad 656 kilometrów trasie składającej się z prologu i 5 etapów, biegnącej z Payerne do Vernier. Impreza kategorii 2.UWT była częścią UCI World Tour 2024.

## Etapy
| Etap   | Data   | Start – Meta             | type                       | Dystans (km) | Suma wzniesień (m) | Zwycięzca etapu | Lider            |
| ------ | ------ | ------------------------ | -------------------------- | ------------ | ------------------ | --------------- | ---------------- |
| Prolog | 23 kwi | Payerne – Payerne        | prolog                     | 2,28         | 3 m                | Maikel Zijlaard | Maikel Zijlaard  |
| 1      | 24 kwi | Château-d’Oex – Fryburg  | pagórkowaty                | 165,7        | 2631 m             | Dorian Godon    | Dorian Godon     |
| 2      | 25 kwi | Fryburg – Les Marécottes | górski                     | 171          | 2716 m             | Thibau Nys      | Thibau Nys       |
| 3      | 26 kwi | Oron – Oron              | jazda indywidualna na czas | 15,5         | 282 m              | Brandon McNulty | Juan Ayuso       |
| 4      | 27 kwi | Saillon – Leysin         | górski                     | 151,7        | 3518 m             | Richard Carapaz | Carlos Rodríguez |
| 5      | 28 kwi | Vernier – Vernier        | pagórkowaty                | 150,8        | 1607 m             | Dorian Godon    | Carlos Rodríguez |

## Uczestnicy

### Drużyny
| WorldTeams (18)- Alpecin-Deceuninck - Arkéa-B&B Hotels - Astana Qazaqstan Team - Bahrain Victorious - Bora-Hansgrohe - Cofidis - Decathlon-AG2R La Mondiale - EF Education-EasyPost - Groupama-FDJ - Ineos Grenadiers - Intermarché-Wanty - Lidl-Trek - Movistar Team - Soudal Quick-Step - Team dsm-firmenich PostNL - Team Jayco AlUla - Team Visma \| Lease a Bike - UAE Team Emirates ProTeams (4)- Q36.5 Pro Cycling Team - Corratec-Vini Fantini - Tudor Pro Cycling Team - Lotto Dstny Reprezentacja- Szwajcaria |
| |

### Lista startowa
| UAE Team Emirates UAD | UAE Team Emirates UAD       | UAE Team Emirates UAD |
| --------------------- | --------------------------- | --------------------- |
| Nr                    | Kolarz                      | Miejsce               |
| 1                     | Adam Yates (GBR)            | 13.                   |
| 2                     | Ivo Oliveira (POR)          | 114.                  |
| 3                     | Juan Ayuso (ESP)            | 5.                    |
| 4                     | Jan Christen (SUI)          | 31.                   |
| 5                     | Felix Großschartner (AUT)   | 62.                   |
| 6                     | Brandon McNulty (USA) (ITT) | DNF-5                 |
| 7                     | Pawieł Siwakow (FRA)        | 18.                   |

| Team Visma \| Lease a Bike TVL | Team Visma \| Lease a Bike TVL | Team Visma \| Lease a Bike TVL |
| ------------------------------ | ------------------------------ | ------------------------------ |
| Nr                             | Kolarz                         | Miejsce                        |
| 11                             | Jan Tratnik (SLO)              | 32.                            |
| 12                             | Koen Bouwman (NED)             | DNS-5                          |
| 13                             | Robert Gesink (NED)            | 39.                            |
| 14                             | Bart Lemmen (NED)              | 64.                            |
| 15                             | Johannes Staune-Mittet (NOR)   | 20.                            |
| 16                             | Tim van Dijke (NED)            | 72.                            |
| 17                             | Julien Vermote (BEL)           | 81.                            |

| Soudal Quick-Step SOQ | Soudal Quick-Step SOQ      | Soudal Quick-Step SOQ |
| --------------------- | -------------------------- | --------------------- |
| Nr                    | Kolarz                     | Miejsce               |
| 21                    | Julian Alaphilippe (FRA)   | 33.                   |
| 22                    | Kasper Asgreen (DEN) (ITT) | 74.                   |
| 23                    | Mattia Cattaneo (ITA)      | DNF-1                 |
| 24                    | Josef Černý (CZE)          | 111.                  |
| 25                    | Fausto Masnada (ITA)       | 42.                   |
| 26                    | Pepijn Reinderink (NED)    | 70.                   |
| 27                    | Ilan Van Wilder (BEL)      | 4.                    |

| Alpecin-Deceuninck ADC | Alpecin-Deceuninck ADC  | Alpecin-Deceuninck ADC |
| ---------------------- | ----------------------- | ---------------------- |
| Nr                     | Kolarz                  | Miejsce                |
| 31                     | Gianni Vermeersch (BEL) | 58.                    |
| 32                     | Juri Hollmann (GER)     | 65.                    |
| 33                     | Senne Leysen (BEL)      | DNF-5                  |
| 34                     | Xandro Meurisse (BEL)   | DNF-4                  |
| 35                     | Oscar Riesebeek (NED)   | 113.                   |
| 36                     | Stan Van Tricht (BEL)   | DNF-4                  |
| 37                     | Luca Vergallito (ITA)   | 26.                    |

| Lidl-Trek LTK | Lidl-Trek LTK            | Lidl-Trek LTK |
| ------------- | ------------------------ | ------------- |
| Nr            | Kolarz                   | Miejsce       |
| 41            | Tao Geoghegan Hart (GBR) | 9.            |
| 42            | Giulio Ciccone (ITA)     | 35.           |
| 43            | Simone Consonni (ITA)    | 93.           |
| 44            | Patrick Konrad (AUT)     | 30.           |
| 45            | Jacopo Mosca (ITA)       | 109.          |
| 46            | Thibau Nys (BEL)         | 48.           |
| 47            | Sam Oomen (NED)          | 43.           |

| Bora-Hansgrohe BOH | Bora-Hansgrohe BOH     | Bora-Hansgrohe BOH |
| ------------------ | ---------------------- | ------------------ |
| Nr                 | Kolarz                 | Miejsce            |
| 51                 | Aleksandr Własow       | 2.                 |
| 52                 | Roger Adrià (ESP)      | 38.                |
| 53                 | Patrick Gamper (AUT)   | DNS-4              |
| 54                 | Sergio Higuita (COL)   | 82.                |
| 55                 | Jai Hindley (AUS)      | 28.                |
| 56                 | Florian Lipowitz (GER) | 3.                 |
| 57                 | Anton Palzer (GER)     | 44.                |

| Team Jayco AlUla JAY | Team Jayco AlUla JAY          | Team Jayco AlUla JAY |
| -------------------- | ----------------------------- | -------------------- |
| Nr                   | Kolarz                        | Miejsce              |
| 61                   | Simon Yates (GBR)             | 11.                  |
| 62                   | Edward Dunbar (IRL)           | DNS-5                |
| 63                   | Michael Hepburn (AUS)         | 104.                 |
| 64                   | Christopher Juul-Jensen (DEN) | 61.                  |
| 65                   | Jesús David Peña (COL)        | DNF-5                |
| 66                   | Lucas Plapp (AUS)             | DNF-5                |
| 67                   | Callum Scotson (AUS)          | 50.                  |

| Bahrain Victorious TBV | Bahrain Victorious TBV      | Bahrain Victorious TBV |
| ---------------------- | --------------------------- | ---------------------- |
| Nr                     | Kolarz                      | Miejsce                |
| 71                     | Damiano Caruso (ITA)        | DNS-5                  |
| 72                     | Nikias Arndt (GER)          | 119.                   |
| 73                     | Matevž Govekar (SLO)        | 90.                    |
| 74                     | Rainer Kepplinger (AUT)     | 63.                    |
| 75                     | Johan Price-Pejtersen (DEN) | 118.                   |
| 76                     | Cameron Scott (AUS)         | 126.                   |
| 77                     | Edoardo Zambanini (ITA)     | 37.                    |

| Ineos Grenadiers IGD | Ineos Grenadiers IGD             | Ineos Grenadiers IGD |
| -------------------- | -------------------------------- | -------------------- |
| Nr                   | Kolarz                           | Miejsce              |
| 81                   | Egan Bernal (COL)                | 10.                  |
| 82                   | Thymen Arensman (NED)            | 27.                  |
| 83                   | Jonathan Castroviejo (ESP) (ITT) | 71.                  |
| 84                   | Ethan Hayter (GBR)               | 73.                  |
| 85                   | Carlos Rodríguez (ESP)           | 1.                   |
| 86                   | Óscar Rodríguez (ESP)            | 97.                  |
| 87                   | Magnus Sheffield (USA)           | 55.                  |

| Groupama-FDJ GFC | Groupama-FDJ GFC      | Groupama-FDJ GFC |
| ---------------- | --------------------- | ---------------- |
| Nr               | Kolarz                | Miejsce          |
| 91               | Cyril Barthe (FRA)    | DNS-5            |
| 92               | David Gaudu (FRA)     | 14.              |
| 93               | Thibaud Gruel (FRA)   | 67.              |
| 94               | Lenny Martinez (FRA)  | 8.               |
| 95               | Rudy Molard (FRA)     | 36.              |
| 96               | Enzo Paleni (FRA)     | 56.              |
| 97               | Reuben Thompson (NZL) | 99.              |

| Decathlon-AG2R La Mondiale DAT | Decathlon-AG2R La Mondiale DAT | Decathlon-AG2R La Mondiale DAT |
| ------------------------------ | ------------------------------ | ------------------------------ |
| Nr                             | Kolarz                         | Miejsce                        |
| 101                            | Clément Berthet (FRA)          | 25.                            |
| 102                            | Bruno Armirail (FRA)           | 53.                            |
| 103                            | Dorian Godon (FRA)             | 60.                            |
| 104                            | Jaakko Hänninen (FIN)          | 66.                            |
| 105                            | Jordan Labrosse (FRA)          | DNF-4                          |
| 106                            | Nicolas Prodhomme (FRA)        | 22.                            |
| 107                            | Andrea Vendrame (ITA)          | 49.                            |

| Arkéa-B&B Hotels ARK | Arkéa-B&B Hotels ARK     | Arkéa-B&B Hotels ARK |
| -------------------- | ------------------------ | -------------------- |
| Nr                   | Kolarz                   | Miejsce              |
| 111                  | Cristián Rodríguez (ESP) | 12.                  |
| 112                  | Raúl García Pierna (ESP) | 52.                  |
| 113                  | Thibault Guernalec (FRA) | 101.                 |
| 114                  | Laurens Huys (BEL)       | 47.                  |
| 115                  | Łukasz Owsian (POL)      | 105.                 |
| 116                  | Alan Riou (FRA)          | DNS-3                |
| 117                  | Clément Venturini (FRA)  | 75.                  |

| Cofidis COF | Cofidis COF            | Cofidis COF |
| ----------- | ---------------------- | ----------- |
| Nr          | Kolarz                 | Miejsce     |
| 121         | Guillaume Martin (FRA) | 17.         |
| 122         | Jesús Herrada (ESP)    | 69.         |
| 123         | Nolann Mahoudo (FRA)   | DNF-5       |
| 124         | Axel Mariault (FRA)    | 106.        |
| 125         | Stefano Oldani (ITA)   | 117.        |
| 126         | Benjamin Thomas (FRA)  | 79.         |
| 127         | Hugo Toumire (FRA)     | 102.        |

| Movistar Team MOV | Movistar Team MOV        | Movistar Team MOV |
| ----------------- | ------------------------ | ----------------- |
| Nr                | Kolarz                   | Miejsce           |
| 131               | Enric Mas (ESP)          | 6.                |
| 132               | Alex Aranburu (ESP)      | 51.               |
| 133               | Jorge Arcas (ESP)        | 80.               |
| 134               | Rémi Cavagna (FRA) (ITT) | 94.               |
| 135               | Johan Jacobs (SUI)       | 108.              |
| 136               | Nelson Oliveira (POR)    | 45.               |
| 137               | Iván Sosa (COL)          | 24.               |

| EF Education-EasyPost EFE | EF Education-EasyPost EFE     | EF Education-EasyPost EFE |
| ------------------------- | ----------------------------- | ------------------------- |
| Nr                        | Kolarz                        | Miejsce                   |
| 141                       | Richard Carapaz (ECU) (szosa) | 7.                        |
| 142                       | Andrey Amador (CRC)           | DNF-2                     |
| 143                       | Stefan de Bod (RSA)           | 95.                       |
| 144                       | Darren Rafferty (IRL)         | 23.                       |
| 145                       | James Shaw (GBR)              | 107.                      |
| 146                       | Rigoberto Urán (COL)          | 41.                       |
| 147                       | Michael Valgren (DEN)         | 91.                       |

| Team dsm-firmenich PostNL DFP | Team dsm-firmenich PostNL DFP | Team dsm-firmenich PostNL DFP |
| ----------------------------- | ----------------------------- | ----------------------------- |
| Nr                            | Kolarz                        | Miejsce                       |
| 151                           | Gijs Leemreize (NED)          | DNS-5                         |
| 152                           | Pavel Bittner (CZE)           | DNS-5                         |
| 153                           | Patrick Eddy (AUS)            | 116.                          |
| 154                           | Sean Flynn (GBR)              | DNF-5                         |
| 155                           | Emīls Liepiņš (LAT) (szosa)   | DNS-5                         |
| 156                           | Niklas Märkl (GER)            | DNS-5                         |
| 157                           | Tim Naberman (NED)            | 122.                          |

| Astana Qazaqstan Team AST | Astana Qazaqstan Team AST            | Astana Qazaqstan Team AST |
| ------------------------- | ------------------------------------ | ------------------------- |
| Nr                        | Kolarz                               | Miejsce                   |
| 161                       | Aleksiej Łucenko (KAZ) (szosa i ITT) | DNF-1                     |
| 162                       | Igor Czżan (KAZ)                     | DNF-1                     |
| 163                       | Anton Kuzmin (KAZ)                   | 98.                       |
| 164                       | Daniil Marukhin (KAZ)                | DNF-4                     |
| 165                       | Henok Mulubrhan (ERI) (szosa)        | 46.                       |
| 166                       | Harold Tejada (COL)                  | 34.                       |
| 167                       | Santiago Umba (COL)                  | DNS-2                     |

| Intermarché-Wanty IWA | Intermarché-Wanty IWA           | Intermarché-Wanty IWA |
| --------------------- | ------------------------------- | --------------------- |
| Nr                    | Kolarz                          | Miejsce               |
| 171                   | Louis Meintjes (RSA)            | 29.                   |
| 172                   | Alexy Faure Prost (FRA)         | 120.                  |
| 173                   | Kobe Goossens (BEL)             | 59.                   |
| 174                   | Rune Herregodts (BEL)           | DNF-4                 |
| 175                   | Tom Paquot (BEL)                | 115.                  |
| 176                   | Dion Smith (NZL)                | 88.                   |
| 177                   | Roel van Sintmaartensdijk (NED) | 92.                   |

| Lotto Dstny LTD | Lotto Dstny LTD         | Lotto Dstny LTD |
| --------------- | ----------------------- | --------------- |
| Nr              | Kolarz                  | Miejsce         |
| 181             | Andreas Kron (DEN)      | 54.             |
| 182             | Thomas De Gendt (BEL)   | DNF-5           |
| 183             | Jarrad Drizners (AUS)   | 96.             |
| 184             | Milan Menten (BEL)      | 83.             |
| 185             | Sylvain Moniquet (BEL)  | DNS-4           |
| 186             | Eduardo Sepúlveda (ARG) | 87.             |
| 187             | Harm Vanhoucke (BEL)    | 16.             |

| Tudor Pro Cycling Team TUD | Tudor Pro Cycling Team TUD  | Tudor Pro Cycling Team TUD |
| -------------------------- | --------------------------- | -------------------------- |
| Nr                         | Kolarz                      | Miejsce                    |
| 191                        | Yannis Voisard (SUI)        | 21.                        |
| 192                        | Marco Brenner (GER)         | 77.                        |
| 193                        | Alberto Dainese (ITA)       | 112.                       |
| 194                        | Arthur Kluckers (LUX)       | 121.                       |
| 195                        | Sébastien Reichenbach (SUI) | 57.                        |
| 196                        | Luc Wirtgen (LUX)           | 76.                        |
| 197                        | Maikel Zijlaard (NED)       | DNF-2                      |

| Q36.5 Pro Cycling Team Q36 | Q36.5 Pro Cycling Team Q36 | Q36.5 Pro Cycling Team Q36 |
| -------------------------- | -------------------------- | -------------------------- |
| Nr                         | Kolarz                     | Miejsce                    |
| 201                        | Damien Howson (AUS)        | 19.                        |
| 202                        | Xabier Azparren (ESP)      | DNF-3                      |
| 203                        | Matteo Badilatti (SUI)     | 40.                        |
| 204                        | Fabio Christen (SUI)       | 84.                        |
| 205                        | David de la Cruz (ESP)     | 15.                        |
| 206                        | Matteo Moschetti (ITA)     | 125.                       |
| 207                        | Joseph Rosskopf (USA)      | 100.                       |

| Team Corratec-Vini Fantini COR | Team Corratec-Vini Fantini COR | Team Corratec-Vini Fantini COR |
| ------------------------------ | ------------------------------ | ------------------------------ |
| Nr                             | Kolarz                         | Miejsce                        |
| 211                            | Valentin Darbellay (SUI)       | 68.                            |
| 212                            | Matteo Amella (ITA)            | DNF-5                          |
| 213                            | Davide Baldaccini (ITA)        | 124.                           |
| 214                            | Antoine Debons (SUI)           | DNF-5                          |
| 215                            | Marco Murgano (ITA)            | DNF-2                          |
| 216                            | Jan Stöckli (SUI)              | DNS-1                          |
| 217                            | Kyryło Carenko (UKR)           | 103.                           |

| Szwajcaria SUI | Szwajcaria SUI   | Szwajcaria SUI |
| -------------- | ---------------- | -------------- |
| Nr             | Kolarz           | Miejsce        |
| 221            | Alexandre Balmer | 86.            |
| 222            | Antoine Aebi     | 85.            |
| 223            | Matteo Constant  | DNS-2          |
| 224            | Luca Jenni       | 89.            |
| 225            | Jan Sommer       | 78.            |
| 226            | Lars Sommer      | 110.           |
| 227            | Félix Stehli     | 123.           |

| UAE Team Emirates UAD | UAE Team Emirates UAD       | UAE Team Emirates UAD |
| --------------------- | --------------------------- | --------------------- |
| Nr                    | Kolarz                      | Miejsce               |
| 1                     | Adam Yates (GBR)            | 13.                   |
| 2                     | Ivo Oliveira (POR)          | 114.                  |
| 3                     | Juan Ayuso (ESP)            | 5.                    |
| 4                     | Jan Christen (SUI)          | 31.                   |
| 5                     | Felix Großschartner (AUT)   | 62.                   |
| 6                     | Brandon McNulty (USA) (ITT) | DNF-5                 |
| 7                     | Pawieł Siwakow (FRA)        | 18.                   |

| Team Visma \| Lease a Bike TVL | Team Visma \| Lease a Bike TVL | Team Visma \| Lease a Bike TVL |
| ------------------------------ | ------------------------------ | ------------------------------ |
| Nr                             | Kolarz                         | Miejsce                        |
| 11                             | Jan Tratnik (SLO)              | 32.                            |
| 12                             | Koen Bouwman (NED)             | DNS-5                          |
| 13                             | Robert Gesink (NED)            | 39.                            |
| 14                             | Bart Lemmen (NED)              | 64.                            |
| 15                             | Johannes Staune-Mittet (NOR)   | 20.                            |
| 16                             | Tim van Dijke (NED)            | 72.                            |
| 17                             | Julien Vermote (BEL)           | 81.                            |

| Soudal Quick-Step SOQ | Soudal Quick-Step SOQ      | Soudal Quick-Step SOQ |
| --------------------- | -------------------------- | --------------------- |
| Nr                    | Kolarz                     | Miejsce               |
| 21                    | Julian Alaphilippe (FRA)   | 33.                   |
| 22                    | Kasper Asgreen (DEN) (ITT) | 74.                   |
| 23                    | Mattia Cattaneo (ITA)      | DNF-1                 |
| 24                    | Josef Černý (CZE)          | 111.                  |
| 25                    | Fausto Masnada (ITA)       | 42.                   |
| 26                    | Pepijn Reinderink (NED)    | 70.                   |
| 27                    | Ilan Van Wilder (BEL)      | 4.                    |

| Alpecin-Deceuninck ADC | Alpecin-Deceuninck ADC  | Alpecin-Deceuninck ADC |
| ---------------------- | ----------------------- | ---------------------- |
| Nr                     | Kolarz                  | Miejsce                |
| 31                     | Gianni Vermeersch (BEL) | 58.                    |
| 32                     | Juri Hollmann (GER)     | 65.                    |
| 33                     | Senne Leysen (BEL)      | DNF-5                  |
| 34                     | Xandro Meurisse (BEL)   | DNF-4                  |
| 35                     | Oscar Riesebeek (NED)   | 113.                   |
| 36                     | Stan Van Tricht (BEL)   | DNF-4                  |
| 37                     | Luca Vergallito (ITA)   | 26.                    |

| Lidl-Trek LTK | Lidl-Trek LTK            | Lidl-Trek LTK |
| ------------- | ------------------------ | ------------- |
| Nr            | Kolarz                   | Miejsce       |
| 41            | Tao Geoghegan Hart (GBR) | 9.            |
| 42            | Giulio Ciccone (ITA)     | 35.           |
| 43            | Simone Consonni (ITA)    | 93.           |
| 44            | Patrick Konrad (AUT)     | 30.           |
| 45            | Jacopo Mosca (ITA)       | 109.          |
| 46            | Thibau Nys (BEL)         | 48.           |
| 47            | Sam Oomen (NED)          | 43.           |

| Bora-Hansgrohe BOH | Bora-Hansgrohe BOH     | Bora-Hansgrohe BOH |
| ------------------ | ---------------------- | ------------------ |
| Nr                 | Kolarz                 | Miejsce            |
| 51                 | Aleksandr Własow       | 2.                 |
| 52                 | Roger Adrià (ESP)      | 38.                |
| 53                 | Patrick Gamper (AUT)   | DNS-4              |
| 54                 | Sergio Higuita (COL)   | 82.                |
| 55                 | Jai Hindley (AUS)      | 28.                |
| 56                 | Florian Lipowitz (GER) | 3.                 |
| 57                 | Anton Palzer (GER)     | 44.                |

| Team Jayco AlUla JAY | Team Jayco AlUla JAY          | Team Jayco AlUla JAY |
| -------------------- | ----------------------------- | -------------------- |
| Nr                   | Kolarz                        | Miejsce              |
| 61                   | Simon Yates (GBR)             | 11.                  |
| 62                   | Edward Dunbar (IRL)           | DNS-5                |
| 63                   | Michael Hepburn (AUS)         | 104.                 |
| 64                   | Christopher Juul-Jensen (DEN) | 61.                  |
| 65                   | Jesús David Peña (COL)        | DNF-5                |
| 66                   | Lucas Plapp (AUS)             | DNF-5                |
| 67                   | Callum Scotson (AUS)          | 50.                  |

| Bahrain Victorious TBV | Bahrain Victorious TBV      | Bahrain Victorious TBV |
| ---------------------- | --------------------------- | ---------------------- |
| Nr                     | Kolarz                      | Miejsce                |
| 71                     | Damiano Caruso (ITA)        | DNS-5                  |
| 72                     | Nikias Arndt (GER)          | 119.                   |
| 73                     | Matevž Govekar (SLO)        | 90.                    |
| 74                     | Rainer Kepplinger (AUT)     | 63.                    |
| 75                     | Johan Price-Pejtersen (DEN) | 118.                   |
| 76                     | Cameron Scott (AUS)         | 126.                   |
| 77                     | Edoardo Zambanini (ITA)     | 37.                    |

| Ineos Grenadiers IGD | Ineos Grenadiers IGD             | Ineos Grenadiers IGD |
| -------------------- | -------------------------------- | -------------------- |
| Nr                   | Kolarz                           | Miejsce              |
| 81                   | Egan Bernal (COL)                | 10.                  |
| 82                   | Thymen Arensman (NED)            | 27.                  |
| 83                   | Jonathan Castroviejo (ESP) (ITT) | 71.                  |
| 84                   | Ethan Hayter (GBR)               | 73.                  |
| 85                   | Carlos Rodríguez (ESP)           | 1.                   |
| 86                   | Óscar Rodríguez (ESP)            | 97.                  |
| 87                   | Magnus Sheffield (USA)           | 55.                  |

| Groupama-FDJ GFC | Groupama-FDJ GFC      | Groupama-FDJ GFC |
| ---------------- | --------------------- | ---------------- |
| Nr               | Kolarz                | Miejsce          |
| 91               | Cyril Barthe (FRA)    | DNS-5            |
| 92               | David Gaudu (FRA)     | 14.              |
| 93               | Thibaud Gruel (FRA)   | 67.              |
| 94               | Lenny Martinez (FRA)  | 8.               |
| 95               | Rudy Molard (FRA)     | 36.              |
| 96               | Enzo Paleni (FRA)     | 56.              |
| 97               | Reuben Thompson (NZL) | 99.              |

| Decathlon-AG2R La Mondiale DAT | Decathlon-AG2R La Mondiale DAT | Decathlon-AG2R La Mondiale DAT |
| ------------------------------ | ------------------------------ | ------------------------------ |
| Nr                             | Kolarz                         | Miejsce                        |
| 101                            | Clément Berthet (FRA)          | 25.                            |
| 102                            | Bruno Armirail (FRA)           | 53.                            |
| 103                            | Dorian Godon (FRA)             | 60.                            |
| 104                            | Jaakko Hänninen (FIN)          | 66.                            |
| 105                            | Jordan Labrosse (FRA)          | DNF-4                          |
| 106                            | Nicolas Prodhomme (FRA)        | 22.                            |
| 107                            | Andrea Vendrame (ITA)          | 49.                            |

| Arkéa-B&B Hotels ARK | Arkéa-B&B Hotels ARK     | Arkéa-B&B Hotels ARK |
| -------------------- | ------------------------ | -------------------- |
| Nr                   | Kolarz                   | Miejsce              |
| 111                  | Cristián Rodríguez (ESP) | 12.                  |
| 112                  | Raúl García Pierna (ESP) | 52.                  |
| 113                  | Thibault Guernalec (FRA) | 101.                 |
| 114                  | Laurens Huys (BEL)       | 47.                  |
| 115                  | Łukasz Owsian (POL)      | 105.                 |
| 116                  | Alan Riou (FRA)          | DNS-3                |
| 117                  | Clément Venturini (FRA)  | 75.                  |

| Cofidis COF | Cofidis COF            | Cofidis COF |
| ----------- | ---------------------- | ----------- |
| Nr          | Kolarz                 | Miejsce     |
| 121         | Guillaume Martin (FRA) | 17.         |
| 122         | Jesús Herrada (ESP)    | 69.         |
| 123         | Nolann Mahoudo (FRA)   | DNF-5       |
| 124         | Axel Mariault (FRA)    | 106.        |
| 125         | Stefano Oldani (ITA)   | 117.        |
| 126         | Benjamin Thomas (FRA)  | 79.         |
| 127         | Hugo Toumire (FRA)     | 102.        |

| Movistar Team MOV | Movistar Team MOV        | Movistar Team MOV |
| ----------------- | ------------------------ | ----------------- |
| Nr                | Kolarz                   | Miejsce           |
| 131               | Enric Mas (ESP)          | 6.                |
| 132               | Alex Aranburu (ESP)      | 51.               |
| 133               | Jorge Arcas (ESP)        | 80.               |
| 134               | Rémi Cavagna (FRA) (ITT) | 94.               |
| 135               | Johan Jacobs (SUI)       | 108.              |
| 136               | Nelson Oliveira (POR)    | 45.               |
| 137               | Iván Sosa (COL)          | 24.               |

| EF Education-EasyPost EFE | EF Education-EasyPost EFE     | EF Education-EasyPost EFE |
| ------------------------- | ----------------------------- | ------------------------- |
| Nr                        | Kolarz                        | Miejsce                   |
| 141                       | Richard Carapaz (ECU) (szosa) | 7.                        |
| 142                       | Andrey Amador (CRC)           | DNF-2                     |
| 143                       | Stefan de Bod (RSA)           | 95.                       |
| 144                       | Darren Rafferty (IRL)         | 23.                       |
| 145                       | James Shaw (GBR)              | 107.                      |
| 146                       | Rigoberto Urán (COL)          | 41.                       |
| 147                       | Michael Valgren (DEN)         | 91.                       |

| Team dsm-firmenich PostNL DFP | Team dsm-firmenich PostNL DFP | Team dsm-firmenich PostNL DFP |
| ----------------------------- | ----------------------------- | ----------------------------- |
| Nr                            | Kolarz                        | Miejsce                       |
| 151                           | Gijs Leemreize (NED)          | DNS-5                         |
| 152                           | Pavel Bittner (CZE)           | DNS-5                         |
| 153                           | Patrick Eddy (AUS)            | 116.                          |
| 154                           | Sean Flynn (GBR)              | DNF-5                         |
| 155                           | Emīls Liepiņš (LAT) (szosa)   | DNS-5                         |
| 156                           | Niklas Märkl (GER)            | DNS-5                         |
| 157                           | Tim Naberman (NED)            | 122.                          |

| Astana Qazaqstan Team AST | Astana Qazaqstan Team AST            | Astana Qazaqstan Team AST |
| ------------------------- | ------------------------------------ | ------------------------- |
| Nr                        | Kolarz                               | Miejsce                   |
| 161                       | Aleksiej Łucenko (KAZ) (szosa i ITT) | DNF-1                     |
| 162                       | Igor Czżan (KAZ)                     | DNF-1                     |
| 163                       | Anton Kuzmin (KAZ)                   | 98.                       |
| 164                       | Daniil Marukhin (KAZ)                | DNF-4                     |
| 165                       | Henok Mulubrhan (ERI) (szosa)        | 46.                       |
| 166                       | Harold Tejada (COL)                  | 34.                       |
| 167                       | Santiago Umba (COL)                  | DNS-2                     |

| Intermarché-Wanty IWA | Intermarché-Wanty IWA           | Intermarché-Wanty IWA |
| --------------------- | ------------------------------- | --------------------- |
| Nr                    | Kolarz                          | Miejsce               |
| 171                   | Louis Meintjes (RSA)            | 29.                   |
| 172                   | Alexy Faure Prost (FRA)         | 120.                  |
| 173                   | Kobe Goossens (BEL)             | 59.                   |
| 174                   | Rune Herregodts (BEL)           | DNF-4                 |
| 175                   | Tom Paquot (BEL)                | 115.                  |
| 176                   | Dion Smith (NZL)                | 88.                   |
| 177                   | Roel van Sintmaartensdijk (NED) | 92.                   |

| Lotto Dstny LTD | Lotto Dstny LTD         | Lotto Dstny LTD |
| --------------- | ----------------------- | --------------- |
| Nr              | Kolarz                  | Miejsce         |
| 181             | Andreas Kron (DEN)      | 54.             |
| 182             | Thomas De Gendt (BEL)   | DNF-5           |
| 183             | Jarrad Drizners (AUS)   | 96.             |
| 184             | Milan Menten (BEL)      | 83.             |
| 185             | Sylvain Moniquet (BEL)  | DNS-4           |
| 186             | Eduardo Sepúlveda (ARG) | 87.             |
| 187             | Harm Vanhoucke (BEL)    | 16.             |

| Tudor Pro Cycling Team TUD | Tudor Pro Cycling Team TUD  | Tudor Pro Cycling Team TUD |
| -------------------------- | --------------------------- | -------------------------- |
| Nr                         | Kolarz                      | Miejsce                    |
| 191                        | Yannis Voisard (SUI)        | 21.                        |
| 192                        | Marco Brenner (GER)         | 77.                        |
| 193                        | Alberto Dainese (ITA)       | 112.                       |
| 194                        | Arthur Kluckers (LUX)       | 121.                       |
| 195                        | Sébastien Reichenbach (SUI) | 57.                        |
| 196                        | Luc Wirtgen (LUX)           | 76.                        |
| 197                        | Maikel Zijlaard (NED)       | DNF-2                      |

| Q36.5 Pro Cycling Team Q36 | Q36.5 Pro Cycling Team Q36 | Q36.5 Pro Cycling Team Q36 |
| -------------------------- | -------------------------- | -------------------------- |
| Nr                         | Kolarz                     | Miejsce                    |
| 201                        | Damien Howson (AUS)        | 19.                        |
| 202                        | Xabier Azparren (ESP)      | DNF-3                      |
| 203                        | Matteo Badilatti (SUI)     | 40.                        |
| 204                        | Fabio Christen (SUI)       | 84.                        |
| 205                        | David de la Cruz (ESP)     | 15.                        |
| 206                        | Matteo Moschetti (ITA)     | 125.                       |
| 207                        | Joseph Rosskopf (USA)      | 100.                       |

| Team Corratec-Vini Fantini COR | Team Corratec-Vini Fantini COR | Team Corratec-Vini Fantini COR |
| ------------------------------ | ------------------------------ | ------------------------------ |
| Nr                             | Kolarz                         | Miejsce                        |
| 211                            | Valentin Darbellay (SUI)       | 68.                            |
| 212                            | Matteo Amella (ITA)            | DNF-5                          |
| 213                            | Davide Baldaccini (ITA)        | 124.                           |
| 214                            | Antoine Debons (SUI)           | DNF-5                          |
| 215                            | Marco Murgano (ITA)            | DNF-2                          |
| 216                            | Jan Stöckli (SUI)              | DNS-1                          |
| 217                            | Kyryło Carenko (UKR)           | 103.                           |

| Szwajcaria SUI | Szwajcaria SUI   | Szwajcaria SUI |
| -------------- | ---------------- | -------------- |
| Nr             | Kolarz           | Miejsce        |
| 221            | Alexandre Balmer | 86.            |
| 222            | Antoine Aebi     | 85.            |
| 223            | Matteo Constant  | DNS-2          |
| 224            | Luca Jenni       | 89.            |
| 225            | Jan Sommer       | 78.            |
| 226            | Lars Sommer      | 110.           |
| 227            | Félix Stehli     | 123.           |

Legenda: DNF – nie ukończył etapu, OTL – przekroczył limit czasu, DNS – nie wystartował do etapu, DSQ – zdyskwalifikowany. Numer przy skrócie oznacza etap, na którym kolarz opuścił wyścig.

## Wyniki etapów

### Prolog
| Payerne - Payerne | prolog | (2,28 km) |

| \| Klasyfikacja etapu \| Klasyfikacja etapu \| Klasyfikacja etapu \| Klasyfikacja etapu \| Klasyfikacja etapu \| \| Kolarz \| Kolarz \| Państwo \| Drużyna \| Czas \| \| ------------------ \| ------------------ \| ------------------ \| -------------------------- \| ------------------ \| \| 1. \| Maikel Zijlaard \| Holandia \| Tudor Pro Cycling Team \| 2' 55" \| \| 2. \| Cameron Scott \| Australia \| Bahrain Victorious \| + 1" \| \| 3. \| Julian Alaphilippe \| Francja \| Soudal Quick-Step \| + 2" \| \| 4. \| Dorian Godon \| Francja \| Decathlon-AG2R La Mondiale \| + 3" \| \| 5. \| Ivo Oliveira \| Portugalia \| UAE Team Emirates \| + 3" \| \| 6. \| Tim van Dijke \| Holandia \| Team Visma \\| Lease a Bike \| + 3" \| \| 7. \| Gianni Vermeersch \| Belgia \| Alpecin-Deceuninck \| + 3" \| \| 8. \| Nikias Arndt \| Niemcy \| Bahrain Victorious \| + 3" \| \| 9. \| Alex Aranburu \| Hiszpania \| Movistar Team \| + 3" \| \| 10. \| Antoine Aebi \| Szwajcaria \| Szwajcaria \| + 4" \| |                    |            |                            |        |
| |                    |            |                            |        |
| Źródło: ProCyclingStats |                    |            |                            |        |
| Klasyfikacja etapu |                    |            |                            |        |
| Kolarz | Kolarz             | Państwo    | Drużyna                    | Czas   |
| 1. | Maikel Zijlaard    | Holandia   | Tudor Pro Cycling Team     | 2' 55" |
| 2. | Cameron Scott      | Australia  | Bahrain Victorious         | + 1"   |
| 3. | Julian Alaphilippe | Francja    | Soudal Quick-Step          | + 2"   |
| 4. | Dorian Godon       | Francja    | Decathlon-AG2R La Mondiale | + 3"   |
| 5. | Ivo Oliveira       | Portugalia | UAE Team Emirates          | + 3"   |
| 6. | Tim van Dijke      | Holandia   | Team Visma \| Lease a Bike | + 3"   |
| 7. | Gianni Vermeersch  | Belgia     | Alpecin-Deceuninck         | + 3"   |
| 8. | Nikias Arndt       | Niemcy     | Bahrain Victorious         | + 3"   |
| 9. | Alex Aranburu      | Hiszpania  | Movistar Team              | + 3"   |
| 10. | Antoine Aebi       | Szwajcaria | Szwajcaria                 | + 4"   |

| \| Klasyfikacja generalna \| Klasyfikacja generalna \| Klasyfikacja generalna \| Klasyfikacja generalna \| Klasyfikacja generalna \| \| Kolarz \| Kolarz \| Państwo \| Drużyna \| Czas \| \| ---------------------- \| ---------------------- \| ---------------------- \| -------------------------- \| ---------------------- \| \| 1. \| Maikel Zijlaard \| Holandia \| Tudor Pro Cycling Team \| 2' 55" \| \| 2. \| Cameron Scott \| Australia \| Bahrain Victorious \| + 1" \| \| 3. \| Julian Alaphilippe \| Francja \| Soudal Quick-Step \| + 2" \| \| 4. \| Dorian Godon \| Francja \| Decathlon-AG2R La Mondiale \| + 3" \| \| 5. \| Ivo Oliveira \| Portugalia \| UAE Team Emirates \| + 3" \| \| 6. \| Tim van Dijke \| Holandia \| Team Visma \\| Lease a Bike \| + 3" \| \| 7. \| Gianni Vermeersch \| Belgia \| Alpecin-Deceuninck \| + 3" \| \| 8. \| Nikias Arndt \| Niemcy \| Bahrain Victorious \| + 4" \| \| 9. \| Alex Aranburu \| Hiszpania \| Movistar Team \| + 4" \| \| 10. \| Antoine Aebi \| Szwajcaria \| Szwajcaria \| + 4" \| |                    |            |                            |        |
| |                    |            |                            |        |
| Źródło: ProCyclingStats |                    |            |                            |        |
| Klasyfikacja generalna |                    |            |                            |        |
| Kolarz | Kolarz             | Państwo    | Drużyna                    | Czas   |
| 1. | Maikel Zijlaard    | Holandia   | Tudor Pro Cycling Team     | 2' 55" |
| 2. | Cameron Scott      | Australia  | Bahrain Victorious         | + 1"   |
| 3. | Julian Alaphilippe | Francja    | Soudal Quick-Step          | + 2"   |
| 4. | Dorian Godon       | Francja    | Decathlon-AG2R La Mondiale | + 3"   |
| 5. | Ivo Oliveira       | Portugalia | UAE Team Emirates          | + 3"   |
| 6. | Tim van Dijke      | Holandia   | Team Visma \| Lease a Bike | + 3"   |
| 7. | Gianni Vermeersch  | Belgia     | Alpecin-Deceuninck         | + 3"   |
| 8. | Nikias Arndt       | Niemcy     | Bahrain Victorious         | + 4"   |
| 9. | Alex Aranburu      | Hiszpania  | Movistar Team              | + 4"   |
| 10. | Antoine Aebi       | Szwajcaria | Szwajcaria                 | + 4"   |

### Etap 1
| Château-d’Oex - Fryburg | pagórkowaty | (165,7 km) |

| \| Klasyfikacja etapu \| Klasyfikacja etapu \| Klasyfikacja etapu \| Klasyfikacja etapu \| Klasyfikacja etapu \| \| Kolarz \| Kolarz \| Państwo \| Drużyna \| Czas \| \| ------------------ \| ------------------ \| ------------------ \| -------------------------- \| ------------------ \| \| 1. \| Dorian Godon \| Francja \| Decathlon-AG2R La Mondiale \| 3h 49' 58" \| \| 2. \| Andrea Vendrame \| Włochy \| Decathlon-AG2R La Mondiale \| + 0" \| \| 3. \| Gianni Vermeersch \| Belgia \| Alpecin-Deceuninck \| + 0" \| \| 4. \| Milan Menten \| Belgia \| Lotto Dstny \| + 0" \| \| 5. \| Kasper Asgreen \| Dania \| Soudal Quick-Step \| + 0" \| \| 6. \| Matevž Govekar \| Słowenia \| Bahrain Victorious \| + 0" \| \| 7. \| Alex Aranburu \| Hiszpania \| Movistar Team \| + 0" \| \| 8. \| Clément Venturini \| Francja \| Arkéa-B&B Hotels \| + 0" \| \| 9. \| Thibaud Gruel \| Francja \| Groupama-FDJ \| + 0" \| \| 10. \| Kobe Goossens \| Belgia \| Intermarché-Wanty \| + 0" \| |                   |           |                            |            |
| |                   |           |                            |            |
| Źródło: ProCyclingStats |                   |           |                            |            |
| Klasyfikacja etapu |                   |           |                            |            |
| Kolarz | Kolarz            | Państwo   | Drużyna                    | Czas       |
| 1. | Dorian Godon      | Francja   | Decathlon-AG2R La Mondiale | 3h 49' 58" |
| 2. | Andrea Vendrame   | Włochy    | Decathlon-AG2R La Mondiale | + 0"       |
| 3. | Gianni Vermeersch | Belgia    | Alpecin-Deceuninck         | + 0"       |
| 4. | Milan Menten      | Belgia    | Lotto Dstny                | + 0"       |
| 5. | Kasper Asgreen    | Dania     | Soudal Quick-Step          | + 0"       |
| 6. | Matevž Govekar    | Słowenia  | Bahrain Victorious         | + 0"       |
| 7. | Alex Aranburu     | Hiszpania | Movistar Team              | + 0"       |
| 8. | Clément Venturini | Francja   | Arkéa-B&B Hotels           | + 0"       |
| 9. | Thibaud Gruel     | Francja   | Groupama-FDJ               | + 0"       |
| 10. | Kobe Goossens     | Belgia    | Intermarché-Wanty          | + 0"       |

| \| Klasyfikacja generalna \| Klasyfikacja generalna \| Klasyfikacja generalna \| Klasyfikacja generalna \| Klasyfikacja generalna \| \| Kolarz \| Kolarz \| Państwo \| Drużyna \| Czas \| \| ---------------------- \| ---------------------- \| ---------------------- \| ----------------------------- \| ---------------------- \| \| 1. \| Dorian Godon \| Francja \| Decathlon-AG2R La Mondiale \| 3h 52' 46" \| \| 2. \| Gianni Vermeersch \| Belgia \| Alpecin-Deceuninck \| + 6" \| \| 3. \| Julian Alaphilippe \| Francja \| Soudal Quick-Step \| + 9" \| \| 4. \| Tim van Dijke \| Holandia \| Team Visma \\| Lease a Bike \| + 10" \| \| 5. \| Alex Aranburu \| Hiszpania \| Movistar Team \| + 11" \| \| 6. \| Antoine Aebi \| Szwajcaria \| Elite Fondations Cycling Team \| + 11" \| \| 7. \| Jan Christen \| Szwajcaria \| UAE Team Emirates \| + 11" \| \| 8. \| Ilan Van Wilder \| Belgia \| Soudal Quick-Step \| + 11" \| \| 9. \| Andrea Vendrame \| Włochy \| Decathlon-AG2R La Mondiale \| + 12" \| \| 10. \| Matevž Govekar \| Słowenia \| Bahrain Victorious \| + 12" \| |                    |            |                               |            |
| |                    |            |                               |            |
| Źródło: ProCyclingStats |                    |            |                               |            |
| Klasyfikacja generalna |                    |            |                               |            |
| Kolarz | Kolarz             | Państwo    | Drużyna                       | Czas       |
| 1. | Dorian Godon       | Francja    | Decathlon-AG2R La Mondiale    | 3h 52' 46" |
| 2. | Gianni Vermeersch  | Belgia     | Alpecin-Deceuninck            | + 6"       |
| 3. | Julian Alaphilippe | Francja    | Soudal Quick-Step             | + 9"       |
| 4. | Tim van Dijke      | Holandia   | Team Visma \| Lease a Bike    | + 10"      |
| 5. | Alex Aranburu      | Hiszpania  | Movistar Team                 | + 11"      |
| 6. | Antoine Aebi       | Szwajcaria | Elite Fondations Cycling Team | + 11"      |
| 7. | Jan Christen       | Szwajcaria | UAE Team Emirates             | + 11"      |
| 8. | Ilan Van Wilder    | Belgia     | Soudal Quick-Step             | + 11"      |
| 9. | Andrea Vendrame    | Włochy     | Decathlon-AG2R La Mondiale    | + 12"      |
| 10. | Matevž Govekar     | Słowenia   | Bahrain Victorious            | + 12"      |

### Etap 2
| Fryburg - Les Marécottes | górski | (171 km) |

| \| Klasyfikacja etapu \| Klasyfikacja etapu \| Klasyfikacja etapu \| Klasyfikacja etapu \| Klasyfikacja etapu \| \| Kolarz \| Kolarz \| Państwo \| Drużyna \| Czas \| \| ------------------ \| ------------------ \| ------------------ \| -------------------------- \| ------------------ \| \| 1. \| Thibau Nys \| Belgia \| Lidl-Trek \| 4h 02' 44" \| \| 2. \| Andrea Vendrame \| Włochy \| Decathlon-AG2R La Mondiale \| + 0" \| \| 3. \| Lucas Plapp \| Australia \| Team Jayco AlUla \| + 4" \| \| 4. \| Florian Lipowitz \| Niemcy \| Bora-Hansgrohe \| + 14" \| \| 5. \| Juan Ayuso \| Hiszpania \| UAE Team Emirates \| + 16" \| \| 6. \| Aleksandr Własow \| brak \| Bora-Hansgrohe \| + 16" \| \| 7. \| Adam Yates \| Wielka Brytania \| UAE Team Emirates \| + 16" \| \| 8. \| Guillaume Martin \| Francja \| Cofidis \| + 16" \| \| 9. \| Ilan Van Wilder \| Belgia \| Soudal Quick-Step \| + 16" \| \| 10. \| Lenny Martinez \| Francja \| Groupama-FDJ \| + 16" \| |                  |                 |                            |            |
| |                  |                 |                            |            |
| Źródło: ProCyclingStats |                  |                 |                            |            |
| Klasyfikacja etapu |                  |                 |                            |            |
| Kolarz | Kolarz           | Państwo         | Drużyna                    | Czas       |
| 1. | Thibau Nys       | Belgia          | Lidl-Trek                  | 4h 02' 44" |
| 2. | Andrea Vendrame  | Włochy          | Decathlon-AG2R La Mondiale | + 0"       |
| 3. | Lucas Plapp      | Australia       | Team Jayco AlUla           | + 4"       |
| 4. | Florian Lipowitz | Niemcy          | Bora-Hansgrohe             | + 14"      |
| 5. | Juan Ayuso       | Hiszpania       | UAE Team Emirates          | + 16"      |
| 6. | Aleksandr Własow | brak            | Bora-Hansgrohe             | + 16"      |
| 7. | Adam Yates       | Wielka Brytania | UAE Team Emirates          | + 16"      |
| 8. | Guillaume Martin | Francja         | Cofidis                    | + 16"      |
| 9. | Ilan Van Wilder  | Belgia          | Soudal Quick-Step          | + 16"      |
| 10. | Lenny Martinez   | Francja         | Groupama-FDJ               | + 16"      |

| \| Klasyfikacja generalna \| Klasyfikacja generalna \| Klasyfikacja generalna \| Klasyfikacja generalna \| Klasyfikacja generalna \| \| Kolarz \| Kolarz \| Państwo \| Drużyna \| Czas \| \| ---------------------- \| ---------------------- \| ---------------------- \| -------------------------- \| ---------------------- \| \| 1. \| Thibau Nys \| Belgia \| Lidl-Trek \| 7h 55' 32" \| \| 2. \| Andrea Vendrame \| Włochy \| Decathlon-AG2R La Mondiale \| + 4" \| \| 3. \| Lucas Plapp \| Australia \| Team Jayco AlUla \| + 22" \| \| 4. \| Ilan Van Wilder \| Belgia \| Soudal Quick-Step \| + 25" \| \| 5. \| Enric Mas \| Hiszpania \| Movistar Team \| + 26" \| \| 6. \| Lenny Martinez \| Francja \| Groupama-FDJ \| + 27" \| \| 7. \| Juan Ayuso \| Hiszpania \| UAE Team Emirates \| + 27" \| \| 8. \| Aleksandr Własow \| brak \| Bora-Hansgrohe \| + 28" \| \| 9. \| Yannis Voisard \| Szwajcaria \| Tudor Pro Cycling Team \| + 29" \| \| 10. \| Adam Yates \| Wielka Brytania \| UAE Team Emirates \| + 29" \| |                  |                 |                            |            |
| |                  |                 |                            |            |
| Źródło: ProCyclingStats |                  |                 |                            |            |
| Klasyfikacja generalna |                  |                 |                            |            |
| Kolarz | Kolarz           | Państwo         | Drużyna                    | Czas       |
| 1. | Thibau Nys       | Belgia          | Lidl-Trek                  | 7h 55' 32" |
| 2. | Andrea Vendrame  | Włochy          | Decathlon-AG2R La Mondiale | + 4"       |
| 3. | Lucas Plapp      | Australia       | Team Jayco AlUla           | + 22"      |
| 4. | Ilan Van Wilder  | Belgia          | Soudal Quick-Step          | + 25"      |
| 5. | Enric Mas        | Hiszpania       | Movistar Team              | + 26"      |
| 6. | Lenny Martinez   | Francja         | Groupama-FDJ               | + 27"      |
| 7. | Juan Ayuso       | Hiszpania       | UAE Team Emirates          | + 27"      |
| 8. | Aleksandr Własow | brak            | Bora-Hansgrohe             | + 28"      |
| 9. | Yannis Voisard   | Szwajcaria      | Tudor Pro Cycling Team     | + 29"      |
| 10. | Adam Yates       | Wielka Brytania | UAE Team Emirates          | + 29"      |

### Etap 3
| Oron - Oron | jazda indywidualna na czas | (15,5 km) |

| \| Klasyfikacja etapu \| Klasyfikacja etapu \| Klasyfikacja etapu \| Klasyfikacja etapu \| Klasyfikacja etapu \| \| Kolarz \| Kolarz \| Państwo \| Drużyna \| Czas \| \| ------------------ \| --------------------- \| ------------------ \| -------------------------- \| ------------------ \| \| 1. \| Brandon McNulty \| Stany Zjednoczone \| UAE Team Emirates \| 20' 06" \| \| 2. \| Magnus Sheffield \| Stany Zjednoczone \| Ineos Grenadiers \| + 12" \| \| 3. \| Felix Großschartner \| Austria \| UAE Team Emirates \| + 14" \| \| 4. \| Juan Ayuso \| Hiszpania \| UAE Team Emirates \| + 20" \| \| 5. \| Bruno Armirail \| Francja \| Decathlon-AG2R La Mondiale \| + 22" \| \| 6. \| Johan Price-Pejtersen \| Dania \| Bahrain Victorious \| + 24" \| \| 7. \| Carlos Rodríguez \| Hiszpania \| Ineos Grenadiers \| + 27" \| \| 8. \| Aleksandr Własow \| brak \| Bora-Hansgrohe \| + 29" \| \| 9. \| Ilan Van Wilder \| Belgia \| Soudal Quick-Step \| + 30" \| \| 10. \| Benjamin Thomas \| Francja \| Cofidis \| + 31" \| |                       |                   |                            |         |
| |                       |                   |                            |         |
| Źródło: ProCyclingStats |                       |                   |                            |         |
| Klasyfikacja etapu |                       |                   |                            |         |
| Kolarz | Kolarz                | Państwo           | Drużyna                    | Czas    |
| 1. | Brandon McNulty       | Stany Zjednoczone | UAE Team Emirates          | 20' 06" |
| 2. | Magnus Sheffield      | Stany Zjednoczone | Ineos Grenadiers           | + 12"   |
| 3. | Felix Großschartner   | Austria           | UAE Team Emirates          | + 14"   |
| 4. | Juan Ayuso            | Hiszpania         | UAE Team Emirates          | + 20"   |
| 5. | Bruno Armirail        | Francja           | Decathlon-AG2R La Mondiale | + 22"   |
| 6. | Johan Price-Pejtersen | Dania             | Bahrain Victorious         | + 24"   |
| 7. | Carlos Rodríguez      | Hiszpania         | Ineos Grenadiers           | + 27"   |
| 8. | Aleksandr Własow      | brak              | Bora-Hansgrohe             | + 29"   |
| 9. | Ilan Van Wilder       | Belgia            | Soudal Quick-Step          | + 30"   |
| 10. | Benjamin Thomas       | Francja           | Cofidis                    | + 31"   |

| \| Klasyfikacja generalna \| Klasyfikacja generalna \| Klasyfikacja generalna \| Klasyfikacja generalna \| Klasyfikacja generalna \| \| Kolarz \| Kolarz \| Państwo \| Drużyna \| Czas \| \| ---------------------- \| ---------------------- \| ---------------------- \| -------------------------- \| ---------------------- \| \| 1. \| Juan Ayuso \| Hiszpania \| UAE Team Emirates \| 8h 16' 26" \| \| 2. \| Ilan Van Wilder \| Belgia \| Soudal Quick-Step \| + 7" \| \| 3. \| Aleksandr Własow \| brak \| Bora-Hansgrohe \| + 10" \| \| 4. \| Carlos Rodríguez \| Hiszpania \| Ineos Grenadiers \| + 11" \| \| 5. \| Lenny Martinez \| Francja \| Groupama-FDJ \| + 23" \| \| 6. \| Florian Lipowitz \| Niemcy \| Bora-Hansgrohe \| + 32" \| \| 7. \| Lucas Plapp \| Australia \| Team Jayco AlUla \| + 33" \| \| 8. \| Bruno Armirail \| Francja \| Decathlon-AG2R La Mondiale \| + 36" \| \| 9. \| Yannis Voisard \| Szwajcaria \| Tudor Pro Cycling Team \| + 36" \| \| 10. \| Damiano Caruso \| Włochy \| Bahrain Victorious \| + 36" \| |                  |            |                            |            |
| |                  |            |                            |            |
| Źródło: ProCyclingStats |                  |            |                            |            |
| Klasyfikacja generalna |                  |            |                            |            |
| Kolarz | Kolarz           | Państwo    | Drużyna                    | Czas       |
| 1. | Juan Ayuso       | Hiszpania  | UAE Team Emirates          | 8h 16' 26" |
| 2. | Ilan Van Wilder  | Belgia     | Soudal Quick-Step          | + 7"       |
| 3. | Aleksandr Własow | brak       | Bora-Hansgrohe             | + 10"      |
| 4. | Carlos Rodríguez | Hiszpania  | Ineos Grenadiers           | + 11"      |
| 5. | Lenny Martinez   | Francja    | Groupama-FDJ               | + 23"      |
| 6. | Florian Lipowitz | Niemcy     | Bora-Hansgrohe             | + 32"      |
| 7. | Lucas Plapp      | Australia  | Team Jayco AlUla           | + 33"      |
| 8. | Bruno Armirail   | Francja    | Decathlon-AG2R La Mondiale | + 36"      |
| 9. | Yannis Voisard   | Szwajcaria | Tudor Pro Cycling Team     | + 36"      |
| 10. | Damiano Caruso   | Włochy     | Bahrain Victorious         | + 36"      |

### Etap 4
| Saillon - Leysin | górski | (151,7 km) |

| \| Klasyfikacja etapu \| Klasyfikacja etapu \| Klasyfikacja etapu \| Klasyfikacja etapu \| Klasyfikacja etapu \| \| Kolarz \| Kolarz \| Państwo \| Drużyna \| Czas \| \| ------------------ \| ------------------ \| ------------------ \| --------------------- \| ------------------ \| \| 1. \| Richard Carapaz \| Ekwador \| EF Education-EasyPost \| 4h 06' 03" \| \| 2. \| Florian Lipowitz \| Niemcy \| Bora-Hansgrohe \| + 0" \| \| 3. \| Carlos Rodríguez \| Hiszpania \| Ineos Grenadiers \| + 10" \| \| 4. \| Enric Mas \| Hiszpania \| Movistar Team \| + 14" \| \| 5. \| Aleksandr Własow \| brak \| Bora-Hansgrohe \| + 14" \| \| 6. \| Egan Bernal \| Kolumbia \| Ineos Grenadiers \| + 27" \| \| 7. \| Ilan Van Wilder \| Belgia \| Soudal Quick-Step \| + 31" \| \| 8. \| Tao Geoghegan Hart \| Wielka Brytania \| Lidl-Trek \| + 40" \| \| 9. \| David Gaudu \| Francja \| Groupama-FDJ \| + 41" \| \| 10. \| Cristián Rodríguez \| Hiszpania \| Arkéa-B&B Hotels \| + 44" \| |                    |                 |                       |            |
| |                    |                 |                       |            |
| Źródło: ProCyclingStats |                    |                 |                       |            |
| Klasyfikacja etapu |                    |                 |                       |            |
| Kolarz | Kolarz             | Państwo         | Drużyna               | Czas       |
| 1. | Richard Carapaz    | Ekwador         | EF Education-EasyPost | 4h 06' 03" |
| 2. | Florian Lipowitz   | Niemcy          | Bora-Hansgrohe        | + 0"       |
| 3. | Carlos Rodríguez   | Hiszpania       | Ineos Grenadiers      | + 10"      |
| 4. | Enric Mas          | Hiszpania       | Movistar Team         | + 14"      |
| 5. | Aleksandr Własow   | brak            | Bora-Hansgrohe        | + 14"      |
| 6. | Egan Bernal        | Kolumbia        | Ineos Grenadiers      | + 27"      |
| 7. | Ilan Van Wilder    | Belgia          | Soudal Quick-Step     | + 31"      |
| 8. | Tao Geoghegan Hart | Wielka Brytania | Lidl-Trek             | + 40"      |
| 9. | David Gaudu        | Francja         | Groupama-FDJ          | + 41"      |
| 10. | Cristián Rodríguez | Hiszpania       | Arkéa-B&B Hotels      | + 44"      |

| \| Klasyfikacja generalna \| Klasyfikacja generalna \| Klasyfikacja generalna \| Klasyfikacja generalna \| Klasyfikacja generalna \| \| Kolarz \| Kolarz \| Państwo \| Drużyna \| Czas \| \| ---------------------- \| ---------------------- \| ---------------------- \| ---------------------- \| ---------------------- \| \| 1. \| Carlos Rodríguez \| Hiszpania \| Ineos Grenadiers \| 12h 22' 46" \| \| 2. \| Aleksandr Własow \| brak \| Bora-Hansgrohe \| + 7" \| \| 3. \| Florian Lipowitz \| Niemcy \| Bora-Hansgrohe \| + 9" \| \| 4. \| Ilan Van Wilder \| Belgia \| Soudal Quick-Step \| + 21" \| \| 5. \| Juan Ayuso \| Hiszpania \| UAE Team Emirates \| + 27" \| \| 6. \| Enric Mas \| Hiszpania \| Movistar Team \| + 38" \| \| 7. \| Richard Carapaz \| Ekwador \| EF Education-EasyPost \| + 49" \| \| 8. \| Lenny Martinez \| Francja \| Groupama-FDJ \| + 52" \| \| 9. \| Tao Geoghegan Hart \| Wielka Brytania \| Lidl-Trek \| + 1' 02" \| \| 10. \| Egan Bernal \| Kolumbia \| Ineos Grenadiers \| + 1' 23" \| |                    |                 |                       |             |
| |                    |                 |                       |             |
| Źródło: ProCyclingStats |                    |                 |                       |             |
| Klasyfikacja generalna |                    |                 |                       |             |
| Kolarz | Kolarz             | Państwo         | Drużyna               | Czas        |
| 1. | Carlos Rodríguez   | Hiszpania       | Ineos Grenadiers      | 12h 22' 46" |
| 2. | Aleksandr Własow   | brak            | Bora-Hansgrohe        | + 7"        |
| 3. | Florian Lipowitz   | Niemcy          | Bora-Hansgrohe        | + 9"        |
| 4. | Ilan Van Wilder    | Belgia          | Soudal Quick-Step     | + 21"       |
| 5. | Juan Ayuso         | Hiszpania       | UAE Team Emirates     | + 27"       |
| 6. | Enric Mas          | Hiszpania       | Movistar Team         | + 38"       |
| 7. | Richard Carapaz    | Ekwador         | EF Education-EasyPost | + 49"       |
| 8. | Lenny Martinez     | Francja         | Groupama-FDJ          | + 52"       |
| 9. | Tao Geoghegan Hart | Wielka Brytania | Lidl-Trek             | + 1' 02"    |
| 10. | Egan Bernal        | Kolumbia        | Ineos Grenadiers      | + 1' 23"    |

### Etap 5
| Vernier - Vernier | pagórkowaty | (150,8 km) |

| \| Klasyfikacja etapu \| Klasyfikacja etapu \| Klasyfikacja etapu \| Klasyfikacja etapu \| Klasyfikacja etapu \| \| Kolarz \| Kolarz \| Państwo \| Drużyna \| Czas \| \| ------------------ \| ------------------ \| ------------------ \| -------------------------- \| ------------------ \| \| 1. \| Dorian Godon \| Francja \| Decathlon-AG2R La Mondiale \| 3h 22' 00" \| \| 2. \| Simone Consonni \| Włochy \| Lidl-Trek \| + 0" \| \| 3. \| Dion Smith \| Nowa Zelandia \| Intermarché-Wanty \| + 0" \| \| 4. \| Tim van Dijke \| Holandia \| Team Visma \\| Lease a Bike \| + 0" \| \| 5. \| Alex Aranburu \| Hiszpania \| Movistar Team \| + 0" \| \| 6. \| Thibau Nys \| Belgia \| Lidl-Trek \| + 0" \| \| 7. \| Clément Venturini \| Francja \| Arkéa-B&B Hotels \| + 0" \| \| 8. \| Milan Menten \| Belgia \| Lotto Dstny \| + 0" \| \| 9. \| Thibaud Gruel \| Francja \| Groupama-FDJ \| + 0" \| \| 10. \| Gianni Vermeersch \| Belgia \| Alpecin-Deceuninck \| + 0" \| |                   |               |                            |            |
| |                   |               |                            |            |
| Źródło: ProCyclingStats |                   |               |                            |            |
| Klasyfikacja etapu |                   |               |                            |            |
| Kolarz | Kolarz            | Państwo       | Drużyna                    | Czas       |
| 1. | Dorian Godon      | Francja       | Decathlon-AG2R La Mondiale | 3h 22' 00" |
| 2. | Simone Consonni   | Włochy        | Lidl-Trek                  | + 0"       |
| 3. | Dion Smith        | Nowa Zelandia | Intermarché-Wanty          | + 0"       |
| 4. | Tim van Dijke     | Holandia      | Team Visma \| Lease a Bike | + 0"       |
| 5. | Alex Aranburu     | Hiszpania     | Movistar Team              | + 0"       |
| 6. | Thibau Nys        | Belgia        | Lidl-Trek                  | + 0"       |
| 7. | Clément Venturini | Francja       | Arkéa-B&B Hotels           | + 0"       |
| 8. | Milan Menten      | Belgia        | Lotto Dstny                | + 0"       |
| 9. | Thibaud Gruel     | Francja       | Groupama-FDJ               | + 0"       |
| 10. | Gianni Vermeersch | Belgia        | Alpecin-Deceuninck         | + 0"       |

## Klasyfikacje

### Klasyfikacja generalna
| \| Klasyfikacja generalna \| Klasyfikacja generalna \| Klasyfikacja generalna \| Klasyfikacja generalna \| Klasyfikacja generalna \| \| Kolarz \| Kolarz \| Państwo \| Drużyna \| Czas \| \| ---------------------- \| ---------------------- \| ---------------------- \| ---------------------- \| ---------------------- \| \| 1. \| Carlos Rodríguez \| Hiszpania \| Ineos Grenadiers \| 15h 44' 46" \| \| 2. \| Aleksandr Własow \| brak \| Bora-Hansgrohe \| + 7" \| \| 3. \| Florian Lipowitz \| Niemcy \| Bora-Hansgrohe \| + 9" \| \| 4. \| Ilan Van Wilder \| Belgia \| Soudal Quick-Step \| + 21" \| \| 5. \| Juan Ayuso \| Hiszpania \| UAE Team Emirates \| + 27" \| \| 6. \| Enric Mas \| Hiszpania \| Movistar Team \| + 38" \| \| 7. \| Richard Carapaz \| Ekwador \| EF Education-EasyPost \| + 49" \| \| 8. \| Lenny Martinez \| Francja \| Groupama-FDJ \| + 52" \| \| 9. \| Tao Geoghegan Hart \| Wielka Brytania \| Lidl-Trek \| + 1' 02" \| \| 10. \| Egan Bernal \| Kolumbia \| Ineos Grenadiers \| + 1' 23" \| |                    |                 |                       |             |
| |                    |                 |                       |             |
| Źródło: ProCyclingStats |                    |                 |                       |             |
| Klasyfikacja generalna |                    |                 |                       |             |
| Kolarz | Kolarz             | Państwo         | Drużyna               | Czas        |
| 1. | Carlos Rodríguez   | Hiszpania       | Ineos Grenadiers      | 15h 44' 46" |
| 2. | Aleksandr Własow   | brak            | Bora-Hansgrohe        | + 7"        |
| 3. | Florian Lipowitz   | Niemcy          | Bora-Hansgrohe        | + 9"        |
| 4. | Ilan Van Wilder    | Belgia          | Soudal Quick-Step     | + 21"       |
| 5. | Juan Ayuso         | Hiszpania       | UAE Team Emirates     | + 27"       |
| 6. | Enric Mas          | Hiszpania       | Movistar Team         | + 38"       |
| 7. | Richard Carapaz    | Ekwador         | EF Education-EasyPost | + 49"       |
| 8. | Lenny Martinez     | Francja         | Groupama-FDJ          | + 52"       |
| 9. | Tao Geoghegan Hart | Wielka Brytania | Lidl-Trek             | + 1' 02"    |
| 10. | Egan Bernal        | Kolumbia        | Ineos Grenadiers      | + 1' 23"    |

| Klasyfikacja punktowa | Klasyfikacja punktowa | Klasyfikacja punktowa | Klasyfikacja punktowa      | Klasyfikacja punktowa |
| Kolarz                | Kolarz                | Państwo               | Drużyna                    | Punkty                |
| --------------------- | --------------------- | --------------------- | -------------------------- | --------------------- |
| 1.                    | Dorian Godon          | Francja               | Decathlon-AG2R La Mondiale | 119 pkt               |
| 2.                    | Andrea Vendrame       | Włochy                | Decathlon-AG2R La Mondiale | 111 pkt               |
| 3.                    | Thibau Nys            | Belgia                | Lidl-Trek                  | 74 pkt                |
| 4.                    | Florian Lipowitz      | Niemcy                | Bora-Hansgrohe             | 43 pkt                |
| 5.                    | Aleksandr Własow      | brak                  | Bora-Hansgrohe             | 42 pkt                |
| 6.                    | Juan Ayuso            | Hiszpania             | UAE Team Emirates          | 41 pkt                |
| 7.                    | Gianni Vermeersch     | Belgia                | Alpecin-Deceuninck         | 40 pkt                |
| 8.                    | Carlos Rodríguez      | Hiszpania             | Ineos Grenadiers           | 39 pkt                |
| 9.                    | Alex Aranburu         | Hiszpania             | Movistar Team              | 37 pkt                |
| 10.                   | Ilan Van Wilder       | Belgia                | Soudal Quick-Step          | 35 pkt                |

| Klasyfikacja punktowa | Klasyfikacja punktowa | Klasyfikacja punktowa | Klasyfikacja punktowa      | Klasyfikacja punktowa |
| Kolarz                | Kolarz                | Państwo               | Drużyna                    | Punkty                |
| --------------------- | --------------------- | --------------------- | -------------------------- | --------------------- |
| 1.                    | Dorian Godon          | Francja               | Decathlon-AG2R La Mondiale | 119 pkt               |
| 2.                    | Andrea Vendrame       | Włochy                | Decathlon-AG2R La Mondiale | 111 pkt               |
| 3.                    | Thibau Nys            | Belgia                | Lidl-Trek                  | 74 pkt                |
| 4.                    | Florian Lipowitz      | Niemcy                | Bora-Hansgrohe             | 43 pkt                |
| 5.                    | Aleksandr Własow      | brak                  | Bora-Hansgrohe             | 42 pkt                |
| 6.                    | Juan Ayuso            | Hiszpania             | UAE Team Emirates          | 41 pkt                |
| 7.                    | Gianni Vermeersch     | Belgia                | Alpecin-Deceuninck         | 40 pkt                |
| 8.                    | Carlos Rodríguez      | Hiszpania             | Ineos Grenadiers           | 39 pkt                |
| 9.                    | Alex Aranburu         | Hiszpania             | Movistar Team              | 37 pkt                |
| 10.                   | Ilan Van Wilder       | Belgia                | Soudal Quick-Step          | 35 pkt                |

| Klasyfikacja górska | Klasyfikacja górska | Klasyfikacja górska | Klasyfikacja górska        | Klasyfikacja górska |
| Kolarz              | Kolarz              | Państwo             | Drużyna                    | Punkty              |
| ------------------- | ------------------- | ------------------- | -------------------------- | ------------------- |
| 1.                  | Juri Hollmann       | Niemcy              | Alpecin-Deceuninck         | 35 pkt              |
| 2.                  | Bart Lemmen         | Holandia            | Team Visma \| Lease a Bike | 24 pkt              |
| 3.                  | Fausto Masnada      | Włochy              | Soudal Quick-Step          | 23 pkt              |
| 4.                  | Nelson Oliveira     | Portugalia          | Movistar Team              | 18 pkt              |
| 5.                  | Andrea Vendrame     | Włochy              | Decathlon-AG2R La Mondiale | 16 pkt              |
| 6.                  | Raúl García Pierna  | Hiszpania           | Arkéa-B&B Hotels           | 16 pkt              |
| 7.                  | Richard Carapaz     | Ekwador             | EF Education-EasyPost      | 15 pkt              |
| 8.                  | Clément Berthet     | Francja             | Decathlon-AG2R La Mondiale | 15 pkt              |
| 9.                  | Carlos Rodríguez    | Hiszpania           | Ineos Grenadiers           | 10 pkt              |
| 10.                 | Rémi Cavagna        | Francja             | Movistar Team              | 9 pkt               |

| Klasyfikacja górska | Klasyfikacja górska | Klasyfikacja górska | Klasyfikacja górska        | Klasyfikacja górska |
| Kolarz              | Kolarz              | Państwo             | Drużyna                    | Punkty              |
| ------------------- | ------------------- | ------------------- | -------------------------- | ------------------- |
| 1.                  | Juri Hollmann       | Niemcy              | Alpecin-Deceuninck         | 35 pkt              |
| 2.                  | Bart Lemmen         | Holandia            | Team Visma \| Lease a Bike | 24 pkt              |
| 3.                  | Fausto Masnada      | Włochy              | Soudal Quick-Step          | 23 pkt              |
| 4.                  | Nelson Oliveira     | Portugalia          | Movistar Team              | 18 pkt              |
| 5.                  | Andrea Vendrame     | Włochy              | Decathlon-AG2R La Mondiale | 16 pkt              |
| 6.                  | Raúl García Pierna  | Hiszpania           | Arkéa-B&B Hotels           | 16 pkt              |
| 7.                  | Richard Carapaz     | Ekwador             | EF Education-EasyPost      | 15 pkt              |
| 8.                  | Clément Berthet     | Francja             | Decathlon-AG2R La Mondiale | 15 pkt              |
| 9.                  | Carlos Rodríguez    | Hiszpania           | Ineos Grenadiers           | 10 pkt              |
| 10.                 | Rémi Cavagna        | Francja             | Movistar Team              | 9 pkt               |

| Klasyfikacja młodzieżowa | Klasyfikacja młodzieżowa | Klasyfikacja młodzieżowa | Klasyfikacja młodzieżowa   | Klasyfikacja młodzieżowa |
| Kolarz                   | Kolarz                   | Państwo                  | Drużyna                    | Czas                     |
| ------------------------ | ------------------------ | ------------------------ | -------------------------- | ------------------------ |
| 1.                       | Carlos Rodríguez         | Hiszpania                | Ineos Grenadiers           | 15h 44' 46"              |
| 2.                       | Florian Lipowitz         | Niemcy                   | Bora-Hansgrohe             | + 9"                     |
| 3.                       | Ilan Van Wilder          | Belgia                   | Soudal Quick-Step          | + 21"                    |
| 4.                       | Juan Ayuso               | Hiszpania                | UAE Team Emirates          | + 27"                    |
| 5.                       | Lenny Martinez           | Francja                  | Groupama-FDJ               | + 52"                    |
| 6.                       | Johannes Staune-Mittet   | Norwegia                 | Team Visma \| Lease a Bike | + 3' 43"                 |
| 7.                       | Darren Rafferty          | Irlandia                 | EF Education-EasyPost      | + 3' 59"                 |
| 8.                       | Jan Christen             | Szwajcaria               | UAE Team Emirates          | + 9' 00"                 |
| 9.                       | Edoardo Zambanini        | Włochy                   | Bahrain Victorious         | + 16' 55"                |
| 10.                      | Thibau Nys               | Belgia                   | Lidl-Trek                  | + 24' 54"                |

| Klasyfikacja młodzieżowa | Klasyfikacja młodzieżowa | Klasyfikacja młodzieżowa | Klasyfikacja młodzieżowa   | Klasyfikacja młodzieżowa |
| Kolarz                   | Kolarz                   | Państwo                  | Drużyna                    | Czas                     |
| ------------------------ | ------------------------ | ------------------------ | -------------------------- | ------------------------ |
| 1.                       | Carlos Rodríguez         | Hiszpania                | Ineos Grenadiers           | 15h 44' 46"              |
| 2.                       | Florian Lipowitz         | Niemcy                   | Bora-Hansgrohe             | + 9"                     |
| 3.                       | Ilan Van Wilder          | Belgia                   | Soudal Quick-Step          | + 21"                    |
| 4.                       | Juan Ayuso               | Hiszpania                | UAE Team Emirates          | + 27"                    |
| 5.                       | Lenny Martinez           | Francja                  | Groupama-FDJ               | + 52"                    |
| 6.                       | Johannes Staune-Mittet   | Norwegia                 | Team Visma \| Lease a Bike | + 3' 43"                 |
| 7.                       | Darren Rafferty          | Irlandia                 | EF Education-EasyPost      | + 3' 59"                 |
| 8.                       | Jan Christen             | Szwajcaria               | UAE Team Emirates          | + 9' 00"                 |
| 9.                       | Edoardo Zambanini        | Włochy                   | Bahrain Victorious         | + 16' 55"                |
| 10.                      | Thibau Nys               | Belgia                   | Lidl-Trek                  | + 24' 54"                |

| Klasyfikacja drużynowa | Klasyfikacja drużynowa     | Klasyfikacja drużynowa       | Klasyfikacja drużynowa |
| Drużyna                | Drużyna                    | Państwo                      | Czas                   |
| ---------------------- | -------------------------- | ---------------------------- | ---------------------- |
| 1.                     | UAE Team Emirates          | Zjednoczone Emiraty Arabskie | 47h 16' 20"            |
| 2.                     | Bora-Hansgrohe             | Niemcy                       | + 45"                  |
| 3.                     | Ineos Grenadiers           | Wielka Brytania              | + 1' 51"               |
| 4.                     | Q36.5 Pro Cycling Team     | Szwajcaria                   | + 10' 33"              |
| 5.                     | Groupama-FDJ               | Francja                      | + 12' 11"              |
| 6.                     | Lidl-Trek                  | Stany Zjednoczone            | + 15' 57"              |
| 7.                     | Movistar Team              | Hiszpania                    | + 16' 32"              |
| 8.                     | Team Jayco AlUla           | Australia                    | + 18' 17"              |
| 9.                     | EF Education-EasyPost      | Stany Zjednoczone            | + 19' 23"              |
| 10.                    | Team Visma \| Lease a Bike | Holandia                     | + 22' 16"              |

| Klasyfikacja drużynowa | Klasyfikacja drużynowa     | Klasyfikacja drużynowa       | Klasyfikacja drużynowa |
| Drużyna                | Drużyna                    | Państwo                      | Czas                   |
| ---------------------- | -------------------------- | ---------------------------- | ---------------------- |
| 1.                     | UAE Team Emirates          | Zjednoczone Emiraty Arabskie | 47h 16' 20"            |
| 2.                     | Bora-Hansgrohe             | Niemcy                       | + 45"                  |
| 3.                     | Ineos Grenadiers           | Wielka Brytania              | + 1' 51"               |
| 4.                     | Q36.5 Pro Cycling Team     | Szwajcaria                   | + 10' 33"              |
| 5.                     | Groupama-FDJ               | Francja                      | + 12' 11"              |
| 6.                     | Lidl-Trek                  | Stany Zjednoczone            | + 15' 57"              |
| 7.                     | Movistar Team              | Hiszpania                    | + 16' 32"              |
| 8.                     | Team Jayco AlUla           | Australia                    | + 18' 17"              |
| 9.                     | EF Education-EasyPost      | Stany Zjednoczone            | + 19' 23"              |
| 10.                    | Team Visma \| Lease a Bike | Holandia                     | + 22' 16"              |

### Liderzy klasyfikacji
| Etap   |                            | Pierwsze miejsce _ | Klasyfikacja generalna | Punktowa        | Górska        | Młodzieżowa      | Najaktywniejszych | Drużynowa          | Krajowa      |
| ------ | -------------------------- | ------------------ | ---------------------- | --------------- | ------------- | ---------------- | ----------------- | ------------------ | ------------ |
| Prolog | prolog                     | Maikel Zijlaard    | Maikel Zijlaard        | Maikel Zijlaard | brak danych   | Tim van Dijke    | brak danych       | Bahrain Victorious | brak danych  |
| 1      | pagórkowaty                | Dorian Godon       | Dorian Godon           | Dorian Godon    | Juri Hollmann | Tim van Dijke    | Fausto Masnada    | Bahrain Victorious | Antoine Aebi |
| 2      | górski                     | Thibau Nys         | Thibau Nys             | Andrea Vendrame | Juri Hollmann | Thibau Nys       | Roger Adrià       | Bora-Hansgrohe     | brak danych  |
| 3      | jazda indywidualna na czas | Brandon McNulty    | Juan Ayuso             | Andrea Vendrame | Juri Hollmann | Juan Ayuso       | brak danych       | UAE Team Emirates  | brak danych  |
| 4      | górski                     | Richard Carapaz    | Carlos Rodríguez       | Andrea Vendrame | Juri Hollmann | Carlos Rodríguez | Clément Berthet   | Bora-Hansgrohe     | brak danych  |
| 5      | pagórkowaty                | Dorian Godon       | Carlos Rodríguez       | Dorian Godon    | Juri Hollmann | Carlos Rodríguez | brak danych       | UAE Team Emirates  | brak danych  |
| Koniec | Koniec                     |                    | Carlos Rodríguez       | Dorian Godon    | Juri Hollmann | Carlos Rodríguez | brak danych       | UAE Team Emirates  | brak danych  |